# Первое Чемерчеево
Пе́рвое Чемерче́ево (чув. Лапра) — деревня в Цивильском районе Чувашской Республики. Входит в состав Опытного сельского поселения.

## География
Находится на левом берегу реки Малый Цивиль в 8 км к югу от районного центра города Цивильск.

## История
Известна с 1719 года, когда здесь было 16 дворов, 53 мужчины. В 1747 году было 75 мужчин, в 1795 — 35 дворов, 182 жителей, в 1858—284 жителя, 1897—418 жителей, 1926—100 дворов, 461 житель, в 1939—528 жителей, 1979—388. В 2002 году 111 дворов, в 2010 — 96 домохозяйств. В период коллективизации был образован колхоз «Совет», в 2010 году действовал ФГУП «Колос».

## Население
| 2010 | 2011 | 2012 | 2014 | 2016 |
| ---- | ---- | ---- | ---- | ---- |
| 246  | ↘213 | →213 | ↘195 | ↘192 |

Постоянное население составляло 232 человека (чуваши 98 %) в 2002 году.